# From the Screen to Your Stereo
From the Screen to Your Stereo — мини-альбом от американской группы A New Found Glory (сейчас называется New Found Glory), выпущенный 28 марта 2000 года на лейбле Drive-Thru Records. Все треки этого альбома — кавер-версии саундтреков из различных фильмов. Альбом был также выпущен на 10" виниле. В 2007 году было издано продолжение — From the Screen to Your Stereo, Part II.

## Список композиций
| №                   | Название                                          | Саундтрек к фильму     | Длительность |
| ------------------- | ------------------------------------------------- | ---------------------- | ------------ |
| 1.                  | «That Thing You Do» (The Wonders)                 | То, что ты делаешь     | 1:58         |
| 2.                  | «Never Ending Story Theme Song» (Limahl)          | Бесконечная история    | 2:18         |
| 3.                  | «I Don’t Want to Miss a Thing» (Aerosmith)        | Армагеддон             | 2:30         |
| 4.                  | «The Goonies 'R' Good Enough» (Cyndi Lauper)      | Балбесы                | 2:32         |
| 5.                  | «The Glory of Love» (Peter Cetera)                | Карате кид 2           | 3:19         |
| 6.                  | «(Everything I Do) I Do It for You» (Bryan Adams) | Робин Гуд: Принц воров | 2:55         |
| 7.                  | «My Heart Will Go On» (Celine Dion)               | Титаник                | 3:03         |
| Общая длительность: | Общая длительность:                               | Общая длительность:    | 18:35        |

## Участники записи
- Джордан Пандик — вокал
- Чед Гилберт — гитара
- Стив Кляйн — ритм-гитара
- Иан Грашка — бас-гитара
- Кир Болуки — ударные